# Angico
Angico es un municipio brasilero del estado del Tocantins. Se localiza a una latitud 06º23'21" sur y a una longitud 47º51'52" oeste, estando a una altitud de 290 metros. Su población estimada en 2004 era de 2 894 habitantes.
Posee un área de 564,18 km².